# Hueyapa
Hueyapa es una localidad de México localizada en el municipio de Tlanchinol en el estado de Hidalgo.

## Toponimia
Del náhuatl Huey, grande, atl, agua, y de pan, en; se traduce Laguna grande.

## Geografía
Se encuentra en la región geográfica de la Husteca hidalguense. Le corresponden las coordenadas geográficas 21° 04’ 58.622” de latitud norte y 98° 41’ 25.206” de longitud oeste, con una altitud de 995 m s. n. m. Cuenta con un clima semicálido húmedo con lluvias todo el año.
En cuanto a fisiografía se encuentra en la provincia de la Sierra Madre Oriental, dentro de la subprovincia de Carso Huasteco; su terreno es de sierra. En lo que respecta a la hidrografía se encuentra posicionado en la región del Pánuco, dentro de la cuenca del río Moctezuma, y en los límites de las subcuencas de los ríos Amajac y San Pedro.

## Demografía
En 2020 registró una población de 1472 personas, lo que corresponde al 3.90 % de la población municipal. De los cuales 696 son hombres y 776 son mujeres.
| Gráfica de evolución demográfica de Hueyapa entre 1900 y 2020                                |
|                                                                                              |
| Población de los censos y conteos del Instituto Nacional de Estadística y Geografía (INEGI). |